# أبيل فيلانويفا
أبيل فيلانويفا (بالإسبانية: Abel Villanueva)‏ هو منافس ألعاب قوى بيروفي، ولد في 1981.

## وصلات خارجية
- أبيل فيلانويفا على موقع الاتحاد الدولي لألعاب القوى (الإنجليزية)